# Área natural protegida Domuyo
El área natural protegida Domuyo se encuentra en cercanías de la localidad de Las Ovejas, en los departamentos Minas y Chos Malal, en el noroeste de la provincia del Neuquén, en el sector cordillerano de la Patagonia argentina.

Fue creada con el objeto de proteger las condiciones naturales de un ambiente de aguas termales y géiseres de origen volcánico con su ecosistema asociado.

## Características generales
El área protegida fue creada en el año 1989 mediante el decreto provincial n.º 784, con el objetivo de preservar un ambiente particular de manifestaciones termales y las algas presentes en las vertientes. En la etapa inicial, no se establecieron los límites ni la superficie del área.

En el año 2005 se presentó el plan de manejo, donde se establece que la superficie del área protegida alcanza las 92 000 ha aproximadamente.
Está ubicada en torno a la posición 36°40′37″S 70°36′17″O / -36.67694, -70.60472. El volcán Domuyo, a veces llamado «techo de la Patagonia» por su altura superior a 4500 m s. n. m., como extremo de la cordillera del Viento, es uno de los puntos de mayor interés del área. El río Varvarco es el límite oeste del área protegida.
En algunos sitios de actividad termal permanente se han hallado importantes comunidades de cianobacterias, —antes conocidas como algas verde azuladas— termófilas, es decir, adaptadas a las temperaturas elevadas.

## Geomorfología
La región presenta una topografía con afloramientos rocosos de perfil abrupto, posiblemente del mesozoico, profundos barrancos y valles de origen glaciar, relativamente protegidos y de suelos fértiles, donde se desarrollan las actividades pastoriles de la escasa población. En la zona se han identificado fósiles de amonites que permiten estimar la antigüedad de los estratos.

La característica distintiva la constituyen los géiseres, olletas y fumarolas. Se han hallado 18 vertientes y 2 arroyos con temperaturas por encima de los 40 °C y casi hasta el punto de ebullición. Otros pequeños cauces presentan temperaturas del orden de los 30 °C.

Las temperaturas más elevadas se han registrado en las fuentes termales conocidas como Las Olletas, La Bramadora, El Humazo y Los Tachos.
Algas verde azuladas: Las pozas de aguas termales contienen importantes comunidades de cianofíceas, antes conocidas como algas verde azuladas, cuyos efectos terapéuticos han sido estudiados desde las primeras décadas del siglo XX. Los primeros trabajos sistemáticos sobre el tema fueron realizados por Gregorio Álvarez, médico dedicado a la dermatología, quien estudió las propiedades de las aguas termales en asociación con las algas del Domuyo en distintas afecciones, especialmente cutáneas.

Investigaciones más recientes demostraron los efectos antibióticos (antibacteriano y antifúngico) de estas acumulaciones algales y postularon su potencial como factor de recuperación de células y tejidos.

## Flora
Las zonas sometidas a condiciones de clima riguroso y pobreza de suelos presentan una cobertura vegetal de estepa herbácea, en general dominada por especies de los géneros Stipa, Poa y Festuca. En los sitios protegidos, especialmente en cercanías de cursos de agua, se encuentran alternando con ñires (Nothofagus antarctica), radales (Lomatia hirsuta) y maitenes (Maytenus boaria).

## Fauna
No se han realizado relevamientos exhaustivos sobre la fauna del área protegida. La fauna del área incluye pumas (Puma concolor), zorros (Lycalopex griseus), zorrinos (Conepatus humboldtii), piches (Zaedyus pichiy), chinchillones (Lagidium viscacia) y tucos tucos (Ctenomys).
La región es el hábitat de diversas especies de aves, entre ellas la bandurria austral (Theristicus melanopis), el cóndor andino (Vultur gryphus), el aguilucho común (Geranoaetus polyosoma), el águila mora	(Geranoaetus melanoleucus), el halcón peregrino	(Falco peregrinus), el tero común (Vanellus chilensis) y la agachona de collar (Thinocorus orbignyianus). Los pájaros cantores están representados por la dormilona ceja blanca (Muscisaxicola albilora), el canastero pálido (Asthenes modesta), la golondrina barranquera (Pygochelidon cyanoleuca), la ratona común (Troglodytes aedon) y el yal plomizo (Phrygilus unicolor), entre otros.